# 프랑스령 알제리
프랑스령 알제리(프랑스어: Algérie française, 아랍어: الجزائر الفرنسية)는 1830년부터 1848년까지는 프랑스의 식민지 형태로 1848년부터 1962년까지는 132년간 프랑스의 데파르트망이었던 영토로 현대 알제리의 전신이다.
프랑스령 알제리는 이웃한 프랑스의 식민지였던 모로코, 튀니지, 프랑스령 서아프리카와는 달리 정식으로 프랑스 본토의 일부로 간주되었다. 프랑스령 알제리는 이 일대를 영구 지배하기 위한 프랑스 당국의 지원 하에 100만 명에 달하는 유럽 출신 이민자들의 이주 대상이 되었고 이는 피에 누아르라고 불리는 자들이 되었다. 하지만 프랑스령 알제리의 인구의 대부분은 토착 무슬림들이 차지하였다.

## 역사

### 갈등의 시작
1516년, 오스만 제국의 제독 우르스, 하이레딘 바르바로사 형제가 자행한 알제리 포위 이래로 알제리 일대는 지중해에서 해적의 근거지가 되어 있었다. 1681년, 루이 16세가 아브라함 뒤켕 제독에게 바르바리 해적 토벌과 기독교도 노예들의 해방을 구실로 삼아 알제 일대에 대한 대규모 침공을 감행할 것을 명하였다. 한편, 장 데스트레 제독은 1685년~1688년 간 트리폴리와 알제 해안에 포격을 가하였다. 그 후, 1690년, 알제에서 파견한 사신이 베르사유궁에 방문하고 18세기 내내 알제리 일대의 평화를 제공하는 조약이 발효되었다. 프랑스 제1공화국의 프랑스 총재정부 집권 기간(1795~1799) 동안 알제의 유대인 상인 바크리와 부스나흐가 1796년 이탈리아 작전에 가담한 나폴레옹의 군대에 상당한 양의 식량을 제공하였으나, 나폴레옹은 그 대가가 너무 지나치다며 지불하기를 거부했다. 1820년, 루이 18세가 총재 정부 부채의 절반을 상환하였다. 바크리에게 25만 프랑을 빌린 태수는 나머지 돈을 프랑스에 남은 부채를 상환할 것을 요구하였다.
알제 태수는 정치적, 경제적, 군사적으로 열세였고 알제리는 마흐무트 2세 치하에 있는 오스만 제국의 보호를 받으면서 독립적인 지위를 누리는 바르바리 해적의 점령지(현재의 알제리와 튀니지 해안에 걸쳐 형성)에 불과했다. 바르바리 해안은 유럽과 미국의 선박을 나포하는 바르바리 해적의 근거지였다. 바르바리 해적과 신생국 미국 간의 갈등은 두 차례 발발한 바르바리 전쟁으로 종결되었다. 이후 엑스마우스 제독이 이끄는 영국-네덜란드 연합군이 토벌 작전과 함께 1816년 8월 알제 일대에 대한 포격을 진행하였다. 산업 혁명을 거친 영국, 미국, 프랑스군은 해전상에서 알제리 해적들을 압도하였고, 알제리 태수는 강제로 바르바리 조약을 체결하게 되었다.

### 프랑스의 알제리 점령
알제리 점령은 복고된 부르봉 왕조의 샤를 10세는 프랑스 신민들(특히 파리에 거주하고 있는 나폴레옹 전쟁 참전자들) 사이에서 그에 대한 지지를 끌어올리기 위한 시도로서 시작되었다. 샤를 10세는 알제리 태수에 대한 소규모 공격을 감행함으로써 국가에 대한 충성심을 강화함과 동시에, 무능한 내치에 대한 신민들의 관심을 돌리려는 의도를 가지고 있었다.

#### 파리채 사건(1827. 4.)
1790년대 프랑스는 알제의 두 상인, 바크리와 부쉬낙에게 체납금을 지불하고, 군량곡으로 쓰기 위한 밀 구입 계약을 체결하였다.

## 같이 보기
- 아프리카인의 노래
- 부파릭 식민지 기념비
- 프랑스의 식민지 목록
- 알제리의 민족주의와 저항
- 아프리카 분할

## 참고 자료
- Original text:  Library of Congress Country Study of Algeria
- Aussaresses, Paul. The Battle of the Casbah: Terrorism and Counter-Terrorism in Algeria, 1955–1957. (New York: Enigma Books, 2010) ISBN 978-1-929631-30-8.
- Bennoune, Mahfoud. The Making of Contemporary Algeria, 1830–1987 (Cambridge University Press, 2002)
- Gallois, William. A History of Violence in the Early Algerian Colony (2013), On French violence 1830–47 online review
- Horne, Alistair. A Savage War of Peace: Algeria 1954–1962, (Viking Adult, 1978)
- Roberts, Sophie B. Sophie B. Roberts. Citizenship and Antisemitism in French Colonial Algeria, 1870–1962. (Cambridge Cambridge University Press, 2017) ISBN 978-1-107-18815-0.
- Roberts, Stephen H. History Of French Colonial Policy 1870–1925 (2 vol 1929) vol 2 pp 175–268 online
- Sessions, Jennifer E. (2015). 《By Sword and Plow: France and the Conquest of Algeria》. Cornell University Press. ISBN 9780801454462.; Cultural History
- Stora, Benjamin, Jane Marie Todd, and William B. Quandt. Algeria, 1830–2000: A short history (Cornell University Press, 2004)
- Vandervort, Bruce. "French conquest of Algeria (1830–1847)." in The Encyclopedia of War (2012).

### 프랑스어
- (프랑스어) Patrick Weil, Le statut des musulmans en Algérie coloniale, Une nationalité française dénaturée, European University Institute, Florence (on the legal statuses of Muslim populations in Algeria)
- (프랑스어) Olivier LeCour Grandmaison, Coloniser, Exterminer – Sur la guerre et l'Etat colonial, Fayard, 2005, ISBN 2-213-62316-3 ( Table of contents)
- (프랑스어) Charles-Robert Ageron, Histoire de l'Algérie contemporaine, 1871–1954, 1979 (a ground-breaking work on the historiography of French colonialism)
- (프랑스어) Nicolas Schaub, Représenter l'Algérie. Images et conquête au XIXe siècle, CTHS-INHA, 2015, "L'Art & l'Essai" (vol. 15)
- Cointet, Michèle (1995). 《De Gaulle et l'Algérie française, 1958–1962》. Paris: Perrin. ISBN 9782262000776. OCLC 34406158.
- (프랑스어) Laure Blévis, La citoyenneté française au miroir de la colonisation : étude des demandes de naturalisation des « sujets français » en Algérie coloniale, Genèses, volume=4, numéro=53, year 2003, pages 25–47,
- (프랑스어) Laure Blévis,  L'invention de l'« indigène », Français non citoyen, auteurs:Abderrahmane Bouchène, Jean-Pierre Peyroulou, Ouanassa Siari Tengour et Sylvie Thénault, Histoire de l'Algérie à la période coloniale, 1830–1962, Éditions La Découverte et Éditions Barzakh, year 2012, chapter=200, passage=212–218, ISBN 9782707173263, id=Blévis, 2012a
- (프랑스어) Patrick Weil, Qu'est-ce qu'un Français, Histoire de la nationalité française depuis la Révolution, Paris, Grasset, year 2002, 403 pages, ISBN 2-246-60571-7, bnf=38818954d
- (프랑스어) Patrick Weil, La justice en Algérie, Le statut des musulmans en Algérie coloniale. Une nationalité française dénaturée, 1830–1962, Histoire de la justice, La Documentation française, year 2005, chapter 95, passage 95–109, ISBN 2-11-005693-2 http://www4.ac-lille.fr/~immigration/ressources/IMG/pdf/Statut_musul_alg.pdf 보관됨 2013-11-01 - 웨이백 머신
- (프랑스어) Mohamed Sahia Cherchari, Indigènes et citoyens ou l'impossible universalisation du suffrage, Revue française de droit constitutionnel, volume=4, numéro=60, year 2004 |pages 741–770,
- (프랑스어) René Gallissot, Les effets paradoxaux de la catégorie « d'origine indigène », 25–26 octobre 2009,  보관됨 2013-07-01 - archive.today, 4e colloque international sur la Révolution algérienne : « Évolution historique de l'Image de l'Algérien dans le discours colonial » — Université du 20 août 1955 de Skikda
- (프랑스어) Claude Collot, Les institutions de l'Algérie durant la période coloniale (1830–1962), Éditions du CNRS et Office des publications universitaires, year 1987, passage 291,ISBN 2222039576
- (프랑스어) Sylvie Thénault, Histoire de l'Algérie à la période coloniale, 1830–1962, Le "code de l'indigénat", Abderrahmane Bouchène, Jean-Pierre Peyroulou, Ouanassa Siari Tengour et Sylvie Thénault, Éditions La Découverte et Éditions Barzakh, year 2012, chapter page 200, pages 200–206,ISBN 9782707173263,